# Класс (математика)
Класс — термин, употребляемый в теории множеств для обозначения произвольных совокупностей множеств, обладающих каким-либо определённым свойством или признаком. Более строгое определение класса зависит от выбора исходной системы аксиом. В системе аксиом Цермело — Френкеля определение класса является неформальным, тогда как другие системы, например, система аксиом фон Неймана — Бернайса — Гёделя, аксиоматизируют определение «собственного класса» как некоторого семейства, которое не может быть элементом других семейств.

Класс, не являющийся множеством (при неформальном определении в ZFC), называется собственным классом. В частности, класс всех множеств и класс ординалов являются собственными классами.
Вне теории множеств слово «класс» иногда является синонимом слова «множество» (например, класс эквивалентности). Большинство упоминаний слова «класс» в литературе XIX века и раньше относится в действительности к множествам.

## Парадоксы
Парадоксы наивной теории множеств, как правило, используют противоречивое утверждение «все классы являются множествами». Более строго, эти парадоксы предоставляют доказательство того, что некоторые классы являются собственными. Например, из парадокса Рассела следует, что класс всех множеств не является множеством, а из парадокса Бурали-Форти — что класс всех ординалов является собственным.